# Malmö S:t Pauli församling
Malmö S:t Pauli församling var en församling i Malmö Norra kontrakt i Lunds stift. Församlingen låg i Malmö kommun i Skåne län och utgjorde ett eget pastorat. Församlingen uppgick 2014 i Malmö S:t Johannes församling med en mindre del till Husie församling.

## Administrativ historik
Församlingen bildades 1 maj 1884 ur Malmö Karoli församling. Namnet var före 12 mars 1948 Sankt Pauli församling. 1 oktober 1906 utbröts en del till den då nybildades Sankt Johannes församling. 1949 utbröts huvuddelen av den då bildade Kirsebergs församling.
Församlingen utgjorde till 2014 ett eget pastorat. Församlingen uppgick 2014 i Malmö S:t Johannes församling med en mindre del till Husie församling.

## Organister
| Ämbetstid | Namn          | Levnadstid | Övrigt |
| --------- | ------------- | ---------- | ------ |
| 1886–     | Aron Hultgren | 1842–1908  | [ 3 ]  |
| 1909      | Axel Boberg   | 1876–1946  | [ 4 ]  |
| 1953–1964 | Bengt Sterner | 1911–1990  | [ 5 ]  |

## Kyrkor
- Gravkapellet på Pauli mellersta kyrkogård
- Sankt Pauli kyrka